# Europäische Rundschau (1946–1949)
Die Europäische Rundschau war eine unregelmäßig erscheinende kulturpolitische Zeitschrift, die von 1946 bis 1949 vom Französischen Pressedienst in Wien herausgegeben wurde.
Der Schwerpunkt der Zeitschrift lag auf den Gebieten Literatur, Bildende Kunst, Film, Musik, Architektur, Politik und Religion. Es sollte damit ein „kulturelles Fundament“ geschaffen werden für ein neues Europa, welches eine „einheitliche soziale Basis“ bekomme, wie es in der ersten Ausgabe der Zeitschrift heißt. Zunächst galt der Fokus auf französischer Kultur (wenn auch nicht ausschließlich): „Französischen Schriftstellern und Künstlern wurde in der ‚Europäischen Rundschau‘ eindeutig die Vorrangstellung eingeräumt, vor allem in den ersten beiden Erscheinungsjahren.“ Später wurden aber vermehrt österreichische Künstler ins Programm aufgenommen (als erstes Hans Weigel, 1946, Heft 6/7). Die letzte Ausgabe schließt mit einem frühen literarischen Reisebericht von Ilse Aichinger („Reise nach England“) mit Fotos von Ernst Haas.
Die „Vierteljahreszeitschrift für Politik, Wirtschaft und Zeitgeschichte“ ab 1973 (siehe dazu Europäische Rundschau) ist nicht der Nachfolger dieser „Europäischen Rundschau“. Die beiden Zeitschriften stehen in keinem Bezug.